# Шаховски сат
Шаховски сат се састоји од два међусобно повезана сата с једним дугметом који зауставља један сат а покреће други, тако да два повезана сата никада не могу да раде истовремено. Шаховски сатови се користе у играма с два играча. Сврха сата је да мери укупно време које је играч потрошио и да би обезбедио да ни један играч не одуговлачи игру.
Шаховски сатови су прво масовно коришћени на шаховским турнирима, али је њихова употреба проширена и на турнирима скребла, шогија, гоа и готово сваке такмичарске игре на табли са два играча.

## Временска контрола
Најједноставнија временска контрола је „изненадна смрт“, у којој играчи морају да повуку унапред одређени број потеза и одређеном времену иначе ће изгубити партију. Посебно популарна варијанта у неформалној игри је брзопотезни шах, у коме сваки играч најчешће има пет минута времена да заврши партију.
Играчи могу да потроше мање или више времена за један потез. Почетни потези у шаху се обично брзо играју јер играчи добро познају отварања, тако да им остаје више времена да касније разматрају сложеније и непознате позиције. Није редак случај да у дугим партијама играч напусти таблу, али сат одсутног играча наставља да ради ако је он на потезу или почиње да мери време противника ако он повуче потез.

## Заставица
Аналогни сатови имају „заставицу“ (холандски изум) која падне у истом тренутку кад је играчу истекло време. Нажалост, на овим сатовима се не може уносити додатно време. Због тога су дигитални сатови постали све популарнији.

## Дигитални шаховски сат
Дигитални сатови и играње преко Интернета подстакли су талас експериментисања с различитим и комплекснијим контролама времена. Посебно је значајан дигитални шаховски сат, који је нашао широку примену у шаху, а који је 1998. патентирао бивши светски шампион у шаху Роберт Фишер. Фишеров дигитални сат је сваком играчу на почетку партије давао одређени период времена, а потом додавао малу количину времена после сваког потеза. На тај начин, играчи никада не би били у временској оскудици, али би се игра ипак брзо завршила, а постојала је могућност и да се прекине и касније настави. 
Иако је требало времена да буде прихваћен, од 2004. године велики број врхунских шаховских турнира користи Фишеров систем (мада се на мање значајним турнирима и даље користе традиционални сатови, јер су јефтинији). Други део Фишеровог патента, синтетички глас који би упозоравао играча колико му је времена преостало, није прихваћен.